# 八幡村 (埼玉県)
八幡村（やわたむら）は、埼玉県東部、南埼玉郡に存在した村。1956年（昭和31年）9月28日に八条村・潮止村と合併し南埼玉郡八潮村となり消滅した。

## 歴史
- 1889年（明治22年）4月1日 - 町村制施行に伴い上馬場村・中馬場村・大原村・大曽根村・浮塚村・西袋村・柳之宮村・南後谷村が合併し、南埼玉郡八幡村が成立する。中馬場に八幡村役場が置かれる[1]。
- 1916年（大正5年）3月 - 八幡村役場が大字中馬場985番地の3（現中央三丁目、八幡公民館・八幡図書館が立地する）に移転する[2]。
- 1956年（昭和31年）9月28日 - 潮止村および八条村のうち八条・鶴ヶ曽根・松之木・伊草・小作田と合併（新設合併）し、南埼玉郡八潮村となる。八幡村消滅。大字は八潮村へ継承された。また、八潮村役場は1971年（昭和46年）まで八幡村役場の建物を使用した。

### 由来
合併各村の鎮守であった八幡神社（はちまんじんじゃ）に因む。